# Zacharie Baton
Zacharie Baton (Arras, 20 settembre 1886 – 21 febbraio 1925) è stato un calciatore francese, di ruolo portiere.

## Carriera

### Nazionale
Ha collezionato 4 presenze con la propria nazionale.

## Palmarès

### Club

#### Competizioni internazionali
- Challenge international du Nord: 1

O. Lillois: 1907